# Bertrandia
Bertrandia är ett släkte av svampar. Bertrandia ingår i familjen Hygrophoraceae, ordningen Agaricales, klassen Agaricomycetes, divisionen basidiesvampar och riket svampar.
Bertrandia innehåller endast arten Bertrandia astatogala. Enligt vissa källor är det dock en synonym till Hygrocybe astatogala och släktet då också en synonym till Hygrocybe.